# André Bourroux
Pour les articles homonymes, voir Bourroux.
André Bourroux, né le 21 février 1901 à Levallois-Perret et mort le 17 octobre 1987 à Cagnes-sur-Mer, est un sculpteur français.

## Biographie
Élève de Jean Boucher, il expose pour la première fois au Salon des artistes français en 1924 et en obtient en 1926 une médaille de bronze puis en devient sociétaire et y expose jusqu'en 1961, ainsi qu'au Salon d'automne et au Salon des Tuileries.
Après 1945, il porte un intérêt particulier sur les problèmes soulevés par l'intégration de sculpture dans des ensembles architecturaux.
En 1937, il a un atelier au no 12 rue François Guibert à Paris.

## Collections publiques
- Ampiac, cimetière : Croix de cimetière, 1956, en grès, elle comporte deux bas-reliefs en bronze illustrant la Passion du Christ. Ils sont achetés à la suite d'une commande faite à l'artiste la même année et déposés directement par décision d'attribution du 17 juillet 1956. Seul le bas-relief représentant La Piéta est répertorié au registre du Fonds national d'art contemporain[3]. Cette croix est située au milieu du cimetière d'Ampiac, la croisée des branches est ornée de deux bas-reliefs de formes de médaillons circulaires, fixés par des vis. L'avers est orné du buste du Christ, figuré de trois-quarts, la tête ornée de la couronne d'épines. Le revers est orné de la Pietà ou Déploration du Christ mort sur les genoux de sa Mère[4] ;
- Druelle (Aveyron), mairie : Bergère gardant deux bœufs, 1953, haut-relief en bronze, de plan rectangulaire horizontal est fixé contre le bossage de l’élévation principale de la mairie, sous la terrasse y donnant accès. La représentation est une jeune femme vêtue à l'antique, tenant un bâton et se tenant accoudée à une paire de bœufs ;
- Druelle : Motifs d'une fontaine : groupe de trois masques et bas-relief, 1957, pierre[5], œuvre non localisée[6] ;
- Grammond, cimetière : Piéta et Passion du Christ, 1954  œuvres identiques à celles du cimetière d'Ampiac ;
- Mont-de-Marsan, musée Despiau-Wlérick : Mademoiselle Brunet, 1966, buste en bronze doré[7] ;
- Paris, église Saint-Dominique, tympan extérieur : Saint Dominique, 1946, haut-relief en pierre. Le saint homme est représenté sous les traits de Louis Jouvet qui posa pour l'artiste.

## Salons
- Salon des artistes français de 1924, 1925, 1926 et 1961 ;
- Salon d'automne de 1926 ;
- Salon des Tuileries de 1926.

## Expositions
- 1970 : exposition au musée Despiau-Wlérick à Mont-de-Marsan : Zadkine, Jean-Louis Forain, André Bourroux (prix Despiau 1970)

## Récompenses
- 1970 : prix Despiau